# 吳兆騏
吳兆騏（2010年1月21日—），是一個來自台南的游泳運動員，他是台美混血兒，出生在美國。

## 生平
吳兆騏出生於2010年1月21日，在美國出生，父親是奈及利亞籍商人。他在3歲的時候才搬回來台灣。

## 游泳
他的體育興趣是游泳，他國小讀台南市東區崇學國民小學，他從國小就開始游泳了。，國中讀台南市立忠孝國民中學，而且他在台南市立忠孝國民中學還有一次50仰。他在2025年世界中學生U15運動會上奪得4金1銅。